# Lissák Laura
Lissák Laura (Budapest, 1999. június 25. –) magyar versenytáncos, online-riporter és a LaLiga sportmagazin-műsor riportere

## Életpályája
Gyerekkorában elvégezte az angol- és németleckéket. 2012-ben Latin "S" osztályban és Standard "B" osztályban vett részt a versenyeken.
2014-ben az Országos "B" Ifi Latin Bajnokságon is vett részt, de győztesként jutott élre.
2016-ban a U21 Magyar Bajnokság keretében versenyzett ezüstérmesként jutott győzelemre, valamint az Országos "A" Felnőtt Latin Bajnokság ismét aranyérmes lett is.
2017-ben az Ifjúsági-Felnőtt Magyar Bajnokságon 5. helyen végezte el a versenyt, illetve a Felnőtt Magyar Ranglistában is élre jutott.

## Dancing With The Stars-os tevékenykedése
2020-ban a műsor indulása óta szerepel a műsorban, de elsősorban Tóth Dáviddal, 2021-ben a Kozma Dominikkal, következőleg 2022-ben Vavra Bencével, illetve 2023-ban legutoljára T.Danny-vel is versenyzett. Ezeket követően előreléptették 5. évadtól a táncműsor online-riportereként.

## Spíler TV-s munkamenete
2023. októberében csatlakozott a Spíler 1 Sunday Stadium (későbbi nevén: Spíler Stadion) című magazinműsor csapatához, majd 2024. novemberétől pedig részese lett a Spíler 2-n sugárzó La Liga sportközvetítések magazinműsorának házigazdájaként.

## Műsorszereplések
| Év               | Műsorai                | Szerep                                             | Csatorna |
| ---------------- | ---------------------- | -------------------------------------------------- | -------- |
| 2020-2023, 2024- | Dancing With The Stars | versenytáncos (2020-2023), online riporter (2024-) |          |
| 2023             | Sunday Stadium         | műsorvezető                                        |          |
| 2024             | Spíler Stadion         | műsorvezető                                        |          |
| 2024-            | La Liga magazinműsor   | műsorvezető                                        |          |
| 2024             | Szerencsekerék         | játékos                                            |          |
| 2024             | TV2 Titkok Ramónával   | vendég                                             |          |